# Élections législatives de 1863 dans l'Aisne
Les élections législatives françaises de 1863 se déroulent les 31 mai et 14 juin 1863. Dans le département de l'Aisne, quatre députés sont à élire dans le cadre de quatre circonscriptions.

## Élus
|   | Circonscription | Député sortant                |  | Parti               | Député élu ou réélu           |  | Parti               |
| - | --------------- | ----------------------------- |  | ------------------- | ----------------------------- |  | ------------------- |
| = | Première        | Ernest Hébert                 |  | Majorité dynastique | Ernest Hébert                 |  | Majorité dynastique |
| = | Seconde         | Louis de Cambacérès           |  | Majorité dynastique | François Malézieux            |  | Républicain modéré  |
| = | Troisième       | Vacant                        |  | Vacant              | Antonin Vilcocq               |  | Majorité dynastique |
| = | Quatrième       | Ernest Geoffroy de Villeneuve |  | Majorité dynastique | Ernest Geoffroy de Villeneuve |  | Majorité dynastique |

## Résultats

### Résultats à l'échelle du département
| Parti          | Parti                    | Premier tour | Premier tour | Second tour | Second tour | Sièges |
| Parti          | Parti                    | Voix         | %            | Voix        | %           | Sièges |
| -------------- | ------------------------ | ------------ | ------------ | ----------- | ----------- | ------ |
|                | Majorité dynastique      | 90 943       | 72,72        | 12 015      | 41,82       | 3      |
|                | Dissidents bonapartistes | 16 971       | 13,57        | -           | -           | 0      |
|                | Bonapartistes            | 107 914      | 86,29        | 12 015      | 41,82       | 3      |
|                |                          |              |              |             |             |        |
|                | Républicains modérés     | 10 155       | 8,12         | 16 712      | 58,19       | 1      |
|                | Divers républicains      | 4 957        | 3,96         | -           | -           | 0      |
|                | Républicains radicaux    | 2 029        | 1,62         | -           | -           | 0      |
|                | Opposition républicaine  | 17 141       | 13,71        | 16 712      | 58,19       | 1      |
|                |                          |              |              |             |             |        |
|                |                          |              |              |             |             |        |
| Inscrits       | Inscrits                 | 154 404      | 100,00       | 33 817      | 100,00      |        |
| Abstentions    | Abstentions              | 27 604       | 17,88        | 4 853       | 14,35       |        |
| Votants        | Votants                  | 126 800      | 82,12        | 28 964      | 85,65       |        |
| Blancs et nuls | Blancs et nuls           | 1 745        | 1,38         | 237         | 0,82        |        |
| Exprimés       | Exprimés                 | 125 055      | 98,62        | 28 727      | 99,18       |        |

### Résultats par circonscription

#### Première circonscription
- Député sortant : Ernest Hébert (Bonapartiste), réélu.

|                  | Ernest Hébert* | Majorité dynastique | 30 415 | 100,00 |  |  |
|                  |                |                     |        |        |  |  |
| Inscrits         | Inscrits       | Inscrits            | 39 388 | 100,00 |  |  |
| Abstentions      | Abstentions    | Abstentions         | 7 888  | 20,03  |  |  |
| Votants          | Votants        | Votants             | 31 500 | 79,97  |  |  |
| Blancs et nuls   | Blancs et nuls | Blancs et nuls      | 130    | 3,44   |  |  |
| Exprimés         | Exprimés       | Exprimés            | 30 415 | 96,56  |  |  |
| * député sortant |                |                     |        |        |  |  |

#### Seconde circonscription
- Député sortant : Louis de Cambacérès (Majorité dynastique)
- Député élu : François Malézieux (Républicain modéré).

| Candidat         | Candidat                    | Parti                  | Premier tour | Premier tour | Second tour | Second tour |
| Candidat         | Candidat                    | Parti                  | Voix         | %            | Voix        | %           |
| ---------------- | --------------------------- | ---------------------- | ------------ | ------------ | ----------- | ----------- |
|                  | François Georges d'Hargival | Majorité dynastique    | 11 450       | 40,70        | 12 015      | 41,82       |
|                  | François Malézieux          | Républicain modéré     | 10 155       | 36,10        | 16 712      | 58,18       |
|                  | Louis de Cambacérès*        | Dissident bonapartiste | 6 525        | 23,20        |             |             |
|                  |                             |                        |              |              |             |             |
| Inscrits         | Inscrits                    | Inscrits               | 33 762       | 100,00       | 33 817      | 100,00      |
| Abstentions      | Abstentions                 | Abstentions            | 5 555        | 16,45        | 4 853       | 14,35       |
| Votants          | Votants                     | Votants                | 28 207       | 83,55        | 28 964      | 85,65       |
| Blancs et nuls   | Blancs et nuls              | Blancs et nuls         | 77           | 0,27         | 237         | 0,82        |
| Exprimés         | Exprimés                    | Exprimés               | 28 130       | 99,73        | 28 727      | 99,18       |
| * député sortant |                             |                        |              |              |             |             |

#### Troisième circonscription
- Député élu : Antonin Vilcocq (Majorité dynastique).

|                | Antonin Vilcocq    | Majorité dynastique    | 23 750 | 65,56  |  |  |
|                | Arsène Debrotonne  | Dissident bonapartiste | 10 446 | 28,84  |  |  |
|                | Alexandre Chaseray | Républicain radical    | 2 029  | 5,60   |  |  |
|                |                    |                        |        |        |  |  |
| Inscrits       | Inscrits           | Inscrits               | 43 651 | 100,00 |  |  |
| Abstentions    | Abstentions        | Abstentions            | 7 076  | 16,21  |  |  |
| Votants        | Votants            | Votants                | 36 575 | 83,79  |  |  |
| Blancs et nuls | Blancs et nuls     | Blancs et nuls         | 350    | 0,96   |  |  |
| Exprimés       | Exprimés           | Exprimés               | 36 225 | 99,04  |  |  |

#### Quatrième circonscription
- Député sortant : Ernest Geoffroy de Villeneuve (Majorité dynastique), réélu.

|                  | Ernest Geoffroy de Villeneuve* | Majorité dynastique | 25 328 | 83,63  |  |  |
|                  | Armand Lherbette               | Républicain         | 4 957  | 16,37  |  |  |
|                  |                                |                     |        |        |  |  |
| Inscrits         | Inscrits                       | Inscrits            | 37 603 | 100,00 |  |  |
| Abstentions      | Abstentions                    | Abstentions         | 7 085  | 18,84  |  |  |
| Votants          | Votants                        | Votants             | 30 518 | 89,16  |  |  |
| Blancs et nuls   | Blancs et nuls                 | Blancs et nuls      | 233    | 0,76   |  |  |
| Exprimés         | Exprimés                       | Exprimés            | 30 285 | 99,24  |  |  |
| * député sortant |                                |                     |        |        |  |  |

## Rappel des résultats départementaux des élections de 1857

### Élus en 1857
| Circ.            | Élu(e) | Élu(e)              | Élu(e)                         | Élu(e)               | Élu(e)               | Battu(e) (seconde place) | Battu(e) (seconde place) | Battu(e) (seconde place) | Battu(e) (seconde place) | Battu(e) (seconde place) |
| Circ.            | Parti  | Parti               | Nom                            | % suffrages exprimés | % suffrages exprimés | Parti                    | Parti                    | Nom                      | % suffrages exprimés     | % suffrages exprimés     |
| Circ.            | Parti  | Parti               | Nom                            | 1er tour             | 2e tour              | Parti                    | Parti                    | Nom                      | 1er tour                 | 2e tour                  |
| ---------------- | ------ | ------------------- | ------------------------------ | -------------------- | -------------------- | ------------------------ | ------------------------ | ------------------------ | ------------------------ | ------------------------ |
| Première         |        | Majorité dynastique | Ernest Hébert*                 | 100,00 %             | -                    | Pas d'adversaire         | Pas d'adversaire         | Pas d'adversaire         | Pas d'adversaire         | Pas d'adversaire         |
| Seconde          |        | Majorité dynastique | Louis de Cambacérès            | 100,00 %             | -                    | Pas d'adversaire         | Pas d'adversaire         | Pas d'adversaire         | Pas d'adversaire         | Pas d'adversaire         |
| Troisième        |        | Majorité dynastique | Albert Debrotonne*             | 97,52 %              | -                    |                          | Républicain radical      | Alexandre Chaseray       | 2,48 %                   | -                        |
| Quatrième        |        | Majorité dynastique | Ernest Geoffroy de Villeneuve* | 87,18 %              | -                    |                          | Indépendant              | Alexandre Sorel          | 11,45 %                  | -                        |
| * député sortant |        |                     |                                |                      |                      |                          |                          |                          |                          |                          |

Dans la seconde circonscription, une élection partielle est organisée au cours de la législature en raison de l'annulation de l'élection de Louis de Cambacérès pour défaut d'âge. Ce dernier est à nouveau élu lors de ce scrutin le 27 décembre 1857.